# Partizánske
Partizánske este un oraș din Slovacia.

## Demografie
| An:                | 1994   | 2004   | 2014   | 2024    |
| ------------------ | ------ | ------ | ------ | ------- |
| Număr de persoane: | 25.621 | 24.581 | 23.436 | 20.338  |
| Diferență:         |        | −4,05% | −4,65% | −13,21% |

| An:                | 2023   | 2024   |
| ------------------ | ------ | ------ |
| Număr de persoane: | 20.607 | 20.338 |
| Diferență:         |        | −1,30% |